# Zatoka niskiego ciśnienia
Zatoka niskiego ciśnienia – układ baryczny, peryferyjna część układu niżowego, którą na mapie pogody reprezentują izobary w kształcie litery V.